# Krzywiń
Krzywiń (németül: Kriewen) egy lengyel kisváros, ami a Nagy-lengyelországi vajdaságban fekszik Poznańtól 50 kilométerre délre. Krzywiń első írásos említése 1181-re tehető. A városban három iskola található.

## Testvérvárosa
- Pomáz, Magyarország

## Fordítás
- Ez a szócikk részben vagy egészben  a   Krzywiń című angol Wikipédia-szócikk fordításán alapul.  Az eredeti cikk szerkesztőit annak laptörténete sorolja fel. Ez a jelzés csupán a megfogalmazás eredetét és a szerzői jogokat jelzi, nem szolgál a cikkben szereplő információk forrásmegjelöléseként.

1. ↑  https://bdl.stat.gov.pl/api/v1/data/localities/by-unit/023015911044-0954544?var-id=1639616&format=jsonapi. (Hozzáférés: 2022. október 6.)